# Res gestae divi Augusti
Le Res gestae divi Augusti, cioè "Le imprese del divino Augusto", o Index rerum gestarum, sono un resoconto redatto dallo stesso imperatore romano Augusto prima della sua morte e riguardante le opere che compì durante la sua lunga carriera politica. Il testo ci è giunto inciso in latino e in traduzione greca sulle pareti del tempio di Augusto e della dea Roma (Monumentum Ancyranum) ad Ancìra (latino Ancyra), l'odierna Ankara in Turchia.

## L'originale e le copie sopravvissute
Secondo le volontà dello stesso Augusto, espresse nel rotolo contenente le sue imprese e da lui affidato alle Vestali assieme al testamento, alle disposizioni per il suo funerale e ad un bilancio dello stato redatto un anno prima di morire, il testo delle Res Gestae doveva essere inciso su tavole di bronzo da porre davanti alla sua tomba, il Mausoleo. Il luogo scelto da Augusto aveva una valenza fortemente simbolica. Al di là della struttura di ascendenza ellenistica del Mausoleo, dominato dalla statua di Augusto e prossimo all'Ara Pacis, va ricordato che prima del principe vi erano stati sepolti tutti coloro che in qualche modo erano legati alla nuova dinastia - Marco Claudio Marcello, Agrippa, Druso maggiore, la sorella Ottavia, Lucio e Gaio Cesari, i carissimi nipoti designati alla successione. Il luogo ideale nel quale esporre le Res Gestae, grazie al quale il lettore sarebbe stato indotto, non solo dalle parole, ma anche dal contesto architettonico, a non distinguere la storia dalle imprese private e la memoria pubblica da quella privata.

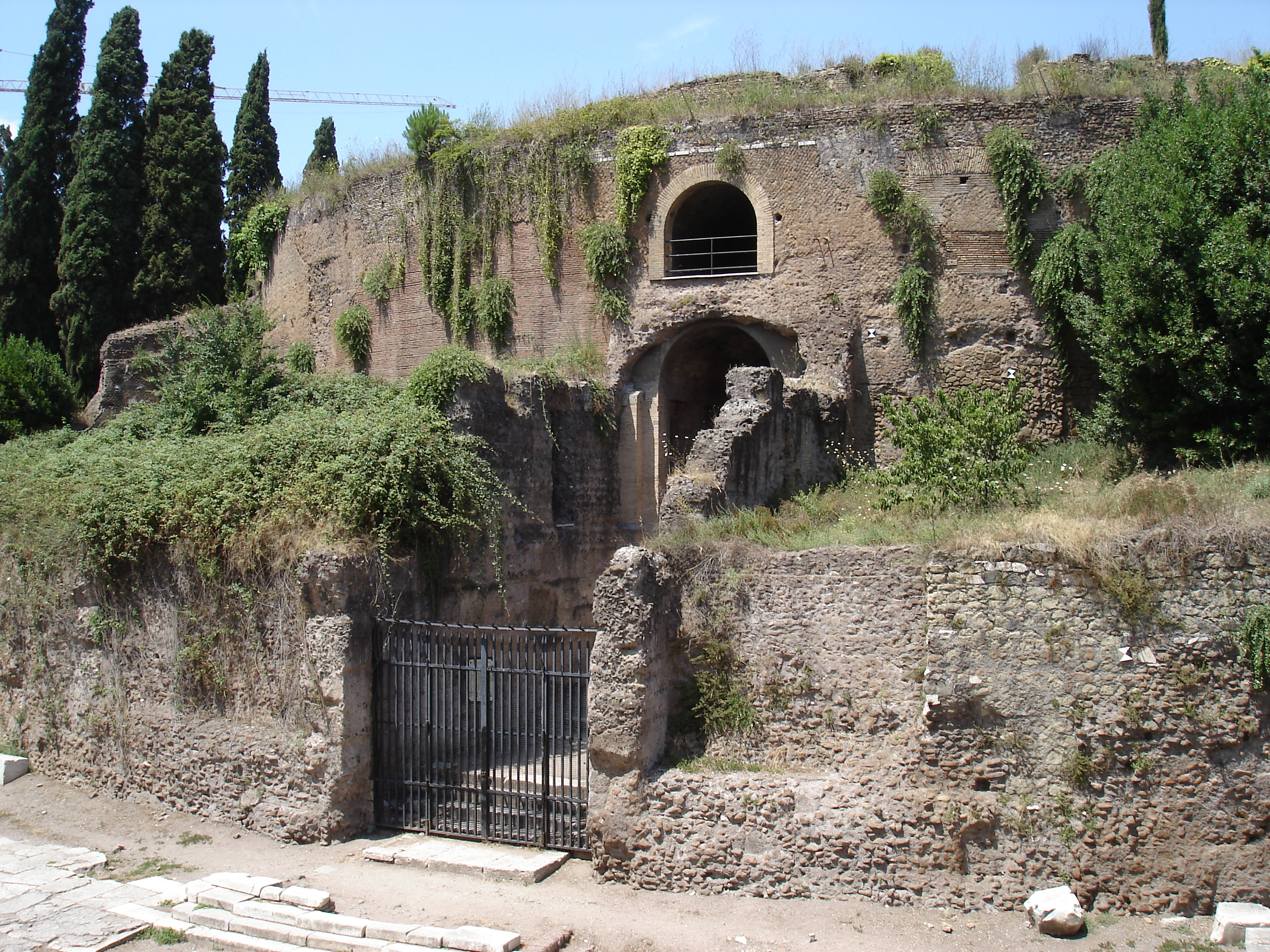
L'entrata del Mausoleo di Augusto, ove dovevano essere poste le tavole bronzee con incise le Res gestae

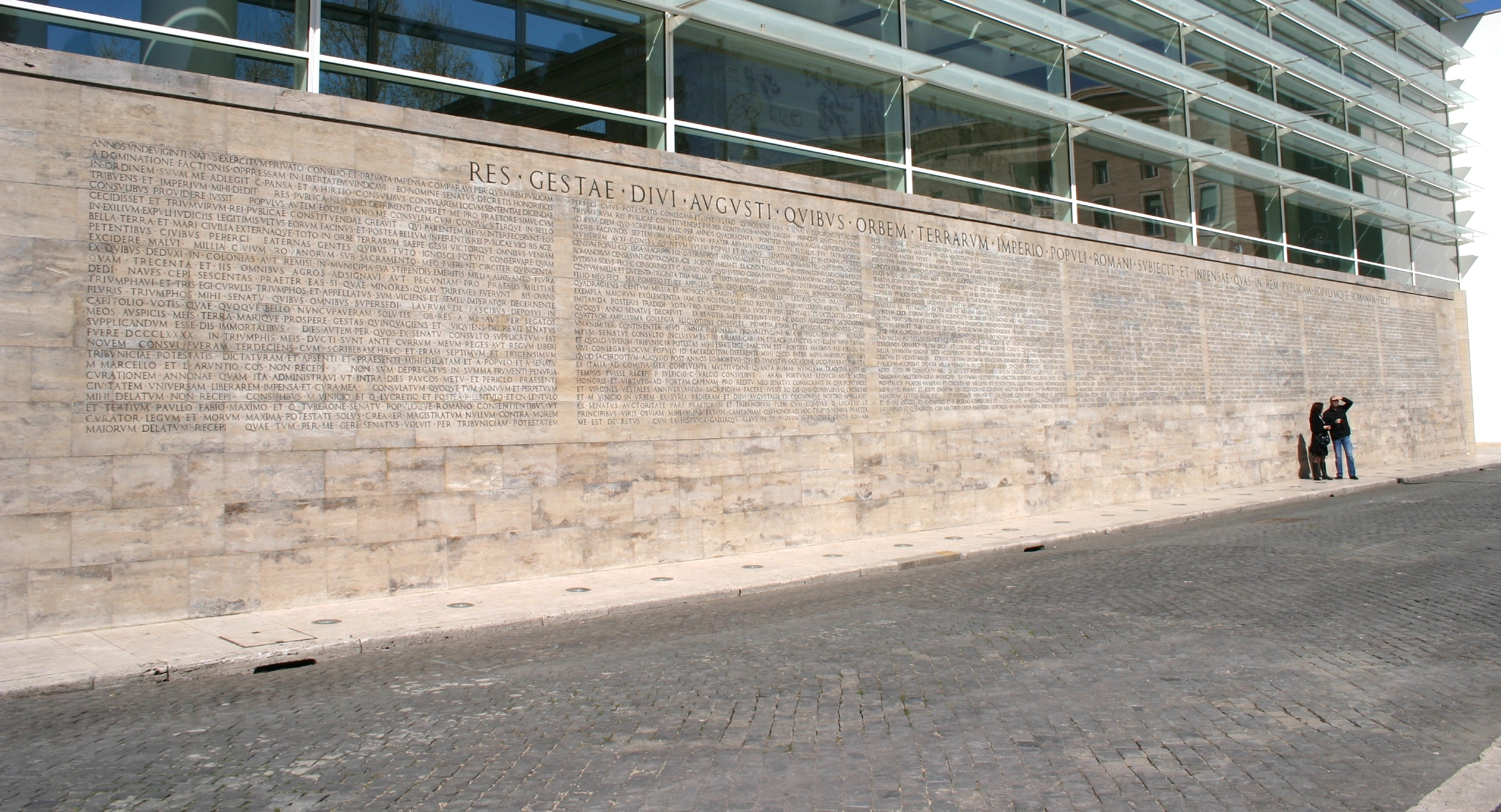
Copia moderna delle Res gestae fatta realizzare nel 1938, visibile sul basamento del Museo dell'Ara Pacis proprio di fronte all'entrata del mausoleo

Oltre al testo di Ancira (l'attuale Ankara), si conoscono copie epigrafiche frammentarie provenienti dalla medesima provincia di Galazia (che insieme alla Giudea fu l'unica annessione orientale di Augusto), ovvero da Antiochia (testo latino) a poca distanza da Yalvaç, da Apollonia (versione greca), identificata nel sito dell'attuale villaggio di Uluborlu, località entrambe a non molta distanza da Ankara. Queste erano aree lontane dalla costa dell'Asia minore e non molto ellenizzate, mentre nessuna copia ci è giunta da Efeso o da Pergamo. Ciò può essere spiegato col fatto che Augusto volesse dare alla regione asiatica interna (frammentata in realtà culturali, sociali e religiose molto varie) un assetto politico stabile, basato sul riconoscimento del potere di Roma e di Augusto, il suo tramite. Non stupisce perciò che le Res Gestae fossero incise sul tempio dedicato al culto imperiale: piccole città, come Apollonia, Ancira, Antiochia di Pisidia erano pertanto unite dal filo conduttore del culto di Augusto e, quindi, delle sue imprese.
Quanto al testo più completo, quello di Ancira, esso fu riconosciuto per la prima volta nel 1555 da Ogier Ghiselin de Busbecq, ambasciatore di Ferdinando I d'Asburgo presso Solimano il Magnifico. Già lo scopritore lamentava dello scadente stato di conservazione del testo, che credeva inciso sui muri della residenza del governatore provinciale. L'indagine archeologica moderna ha invece dimostrato con certezza che l'edificio era un tempio dedicato a Roma ed Augusto, che un tempo, secondo le opinioni più recenti, sarebbe stato edificato in origine in onore della Grande Madre dell'Anatolia. La scelta di non edificare un nuovo tempio avrebbe collegato strettamente il culto di Roma a quello verso la divinità più antica della regione.
Dell'originario tempio dedicato ad Augusto e Roma si conservano ora solo il pronao e le due pareti laterali, una delle quali presenta uno squarcio di notevoli dimensioni. All'interno del pronao, a sinistra e a destra, è inciso il testo latino dell'iscrizione, disposto simmetricamente in sei colonne di scrittura per un'altezza di 2,70 m e larghezza di 4 m. La traduzione greca si sviluppa all'esterno, lungo la parete laterale intatta della cella, ordinata su 19 colonne, alte circa 1,25 m. I ruderi del tempio misurano ancora 12 m di altezza e 32,50 m di lunghezza. Nel 1997 è stato lanciato un grido d'allarme per lo stato di conservazione del testo, ormai ampiamente illeggibile, affinché non vada perduta la memoria di Augusto: l'allarme è stato accolto dall'Università degli Studi di Trieste che ha attivato il Progetto Ancyra, finalizzato alla messa in sicurezza del tempio e alla conservazione dell'iscrizione.

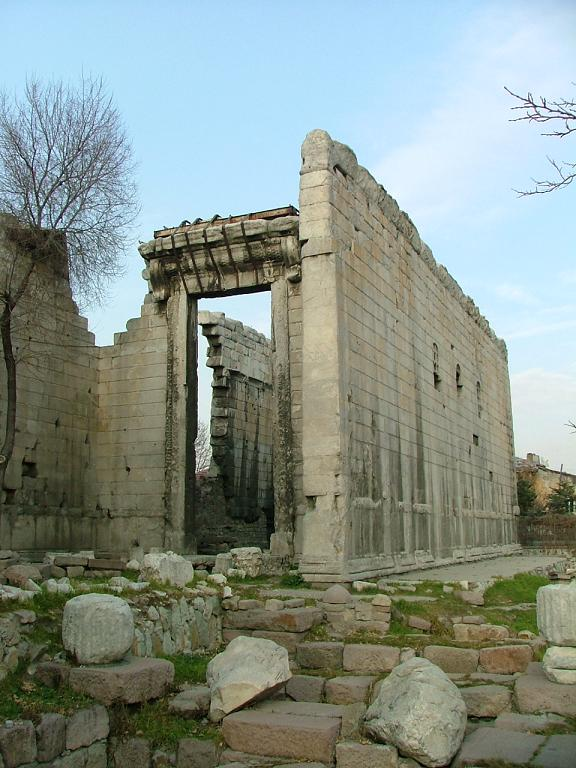
Monumentum Ancyranum. Il tempio di Augusto e Roma ad Ancira, sulle cui pareti sono incise le Res gestae (CIL III, p 0774)
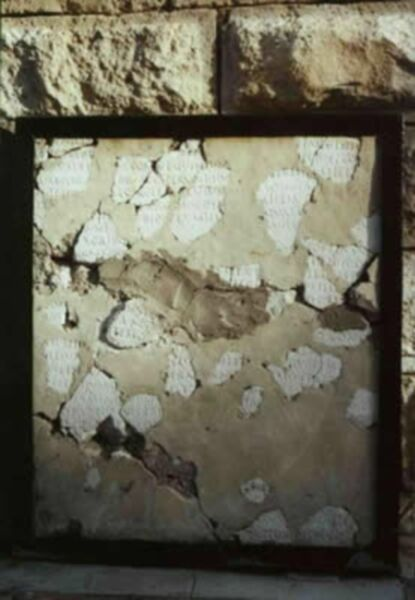
I frammenti delle Res Gestae da Antiochia di Pisidia

## Funzione e testo delleRes Gestae
Non è facile capire a quale genere letterario appartengano le Res Gestae: testamento politico, resoconto, memoria, autobiografia, iscrizione sepolcrale, memoriae vitae. In uno stile volutamente stringato e senza concessioni all'abbellimento letterario, Augusto riportava gli onori che gli erano stati via via conferiti dal Senato e dal popolo romano e per quali servizi da lui resi; le elargizioni e i benefici concessi con il suo patrimonio personale allo Stato, ai veterani e alla plebe; i giochi e rappresentazioni dati a sue spese; e infine gli atti da lui compiuti in pace e in guerra. Lo scrupolo con cui elenca le cariche religiose è indice di un nascente processo di sacralizzazione del potere, che trova espressione anche nel titolo di augustus ("degno di venerazione"), ottenuto dal Senato.

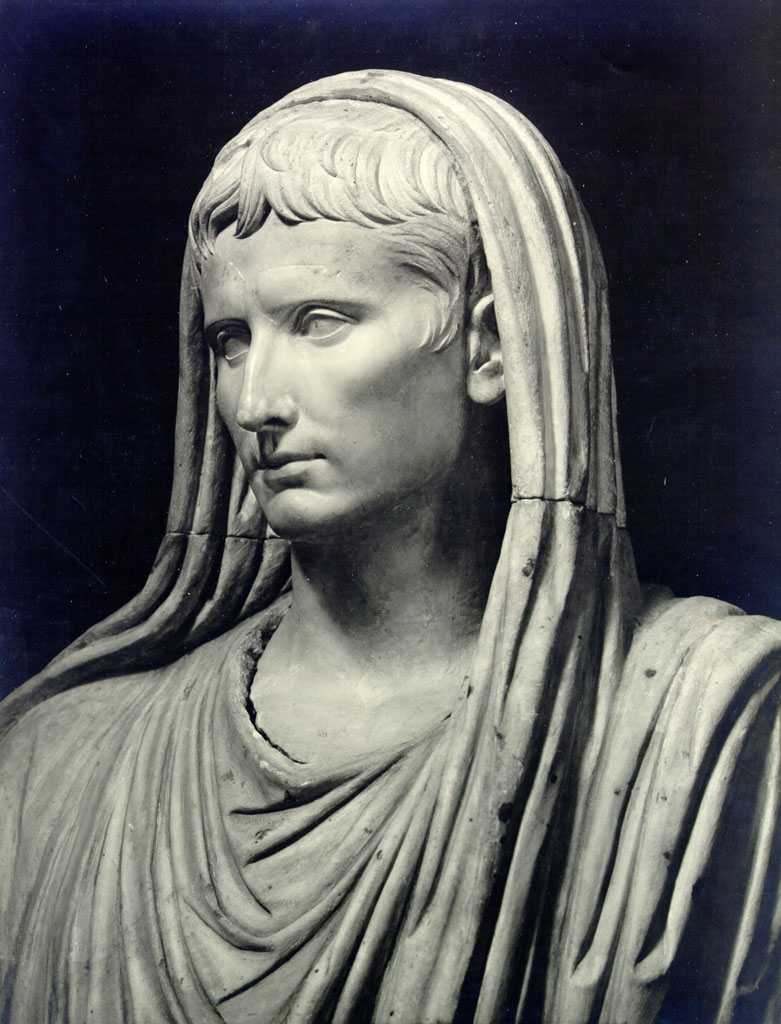
Augusto capite velato: il principe è anche pontefice massimo dal 12 a.C.

Augusto parla di sé in prima persona. Si serve di periodi brevi, dalla struttura paratattica; il lessico è concreto e lascia al lettore la possibilità di cogliere immediatamente il testo. La data di composizione è data dallo stesso Augusto, quando afferma di essere nel settantaseiesimo anno, cioè nel 14 d. C., essendo nato nel 63 a. C. Dato che nel capitolo 4 è presente il riferimento alla trentasettesima tribunicia potestas conferitagli nel giugno del 14 d. C. e visto che egli morì il 19 agosto del medesimo anno, è lecito ritenere che Augusto abbia completato la redazione finale delle Res Gestae negli ultimi mesi di vita. Il documento non menziona il nome dei nemici e neppure di nessun membro della sua famiglia, ad eccezione dei successori di volta in volta designati: Agrippa, Gaio e Lucio Cesari, Tiberio.
I modelli a cui Augusto si rifece furono: la colonna rostrata di Gaio Duilio, vincitore dei cartaginesi nel 260 a. C. a Milazzo, sita nel Foro Romano; la tavola, scritta in prima persona, che commemorava le strade fatte costruire da Publio Popilio Lenate, console del 132 a. C.; l'iscrizione fatta porre da Annibale nel tempio di Era Lacinia presso Crotone. L'aspetto ellenizzante tuttavia pare evidente nell'esaltazione di un capo di Stato, che però trova un sincretismo con concetti romani, tanto da produrre comunque l'impressione di essere di fronte ad un uomo d'eccezione, che compie cose non accessibili agli esseri comuni. Nelle province, soprattutto orientali, veniva perseguita una continuità con sovrani cosmocratici, come Alessandro Magno o Dario I; a Roma, al contrario, Augusto si ricollegava agli Scipioni, a Pompeo, a Cesare pur, in qualche modo, superandoli. Con le Res Gestae, quindi, tanto un uomo colto della nobilitas, quanto un semplice membro della plebe urbana o un abitante delle province orientali trovava modo di comprendere il messaggio che il primo imperatore divinizzato, non a caso figlio del Divo Giulio, lasciava ad intendere.

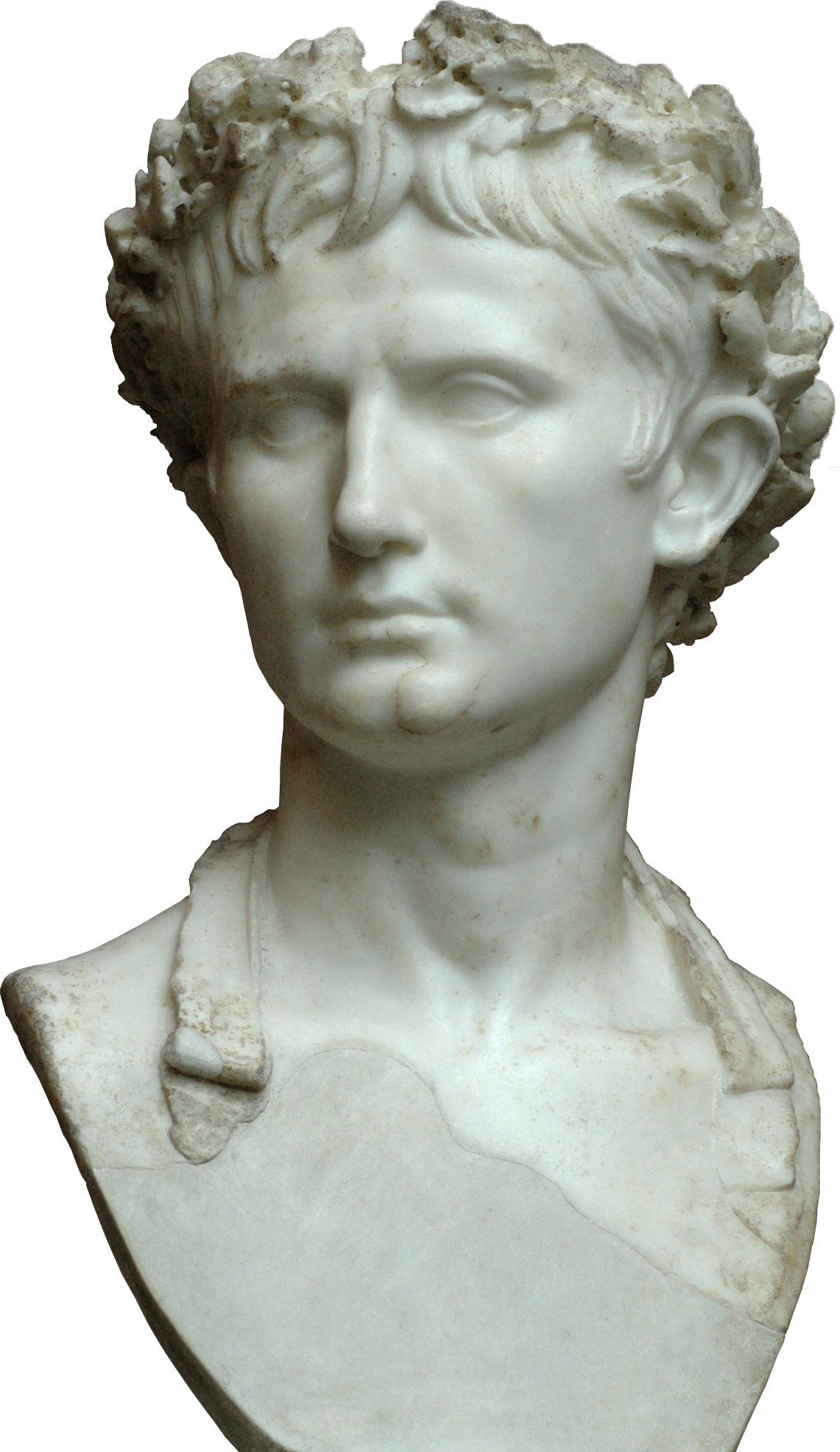
Augusto con la corona civica; l'onorificenza, assegnatagli dal Senato, è ricordata, fra le altre, da Augusto nelle sue Res Gestae.

Augusto racconta che all'età di 19 anni costituì un esercito a sue spese e con la benedizione del Senato. Nello stesso anno fu eletto console. Con questi mezzi riuscì ad esiliare e punire gli assassini di Giulio Cesare, suo padre adottivo (1-3). Questi passi delle Res Gestae mostrano i cardini dell'ideologia augustea. Ottaviano, uscito vincitore dalle guerre civili, impone la propria lettura storica: il suo intervento nelle guerre civili non è di parte, ma in difesa e per conto del Senato e dello stato romano. I provvedimenti e la guerra contro gli uccisori di Cesare, da cui Ottaviano era stato adottato, sono un atto di diritto e di pietà filiale. Tuttavia Augusto stesso omette alcuni avvenimenti: cita la sua elezione a console, ma non specifica che ciò fu necessario poiché i due consoli precedenti erano morti in guerra con lui e che lui aveva imposto al Senato la propria elezione marciando su Roma. Tralascia inoltre di citare il nome stesso del suo amico-rivale, Marco Antonio, tacendo così il complesso rapporto sia politico sia personale consumatosi tra loro nel corso degli anni: infatti in un primo momento lo combatté (guerra di Modena), quindi collaborò con lui (secondo triumvirato), infine lo sconfisse definitivamente (battaglia di Azio).
Vengono quindi raccontate le sue conquiste militari e si ricorda l'atteggiamento verso i popoli vinti, ai quali era concesso di continuare a seguire i propri costumi e di mantenere le precedenti forme di governo purché pagassero i tributi a Roma.
Sono ricordate poi le onorificenze avute per i suoi successi militari, quindi vengono elencate le cariche e le dignità accettate (5-7), infine le cariche sacerdotali, poste in ordine gerarchico. C'è quindi spazio per l'attività politica: revisione delle liste di patrizi, censimenti, leggi a favore della moralizzazione della vita politica e privata.
I capitoli 15-23 formano la sezione dedicata alle impensae sostenute dal principe con risorse attinte dal suo patrimonio privato.
Dal capitolo 19 al capitolo 24 sono elencate le spese effettuate per la costruzione o il restauro di edifici pubblici, templi, acquedotti, strade, ponti, nonché alla restituzione dell'oro coronario offertogli dai municipi e dalle colonie per i suoi trionfi.
Il capitolo 25 dà inizio all'ultima sezione delle Res Gestae, riservata alla narrazione delle imprese propriamente dette: prima la lotta contro i pirati, poi le guerre civili, infine i bella externa (Gallia, Spagna, Germania, Etiopia, Egitto). Il capitolo 28 è dedicato alle colonie militari.

Il cap. 29 al recupero delle insegne militari perse da vari comandanti nelle lotte contro i Parti.

I capitoli 31-33 raccontano il rapporto del principe con regni lontani: India, Medi, Parti.
Il capitolo 34 è di importanza assoluta per la storia della genesi del principato: sono elencati tutti i titoli e gli onori a lui conferiti a partire dal 27 a.C. Fondamentale nell'ideologia politica del principato il concetto che Ottaviano definisce di auctoritas e potestas ("autorità" e "potere"). L'elenco delle cariche ricoperte e di quelle offerte, ma non accettate, mostra il potere di acquisto a Roma e fa luce sulla situazione di asservimento della classe dirigente.

La chiusa celebre termina (cap. 35) con l'indicazione della data di composizione "scrissi questo all'età di 76 anni".

## Testo latino e traduzione delleRes GestaedalMonumentum Ancyranum
Il testo si compone di un'introduzione, 35 paragrafi raggruppabili in 3 sezioni e un'appendice.
- Pars prima (paragrafi 1 a 14) : essa descrive la carriera politica di Augusto, il suo cursus honorum, le cariche, uffici e onori che egli ha ricevuto o dato.
- Pars altera (paragrafi 15 a 24) : essa cita le distribuzioni di denaro, i giochi e i monumenti offerti al popolo di Roma.
- Pars tertia (paragrafi 25 a 35) : in essa Augusto parla delle sue conquiste militari e della sua azione diplomatica.
- Appendix: scritta in terza persona contrariamente al resto del testo, non fu probabilmente scritta per mano di Augusto. Questa appendice riassume le spese sostenute da Augusto per l'erario, per i monumenti dell'Urbe, per i giochi e per far fronte a diverse calamità naturali. Illuminante l'ultima frase cui si citano le spese sostenute per amici e senatori, caduti tanto in disgrazia da non avere più il censo richiesto per far parte del senato. Tali spese furono innumerabilis, ovvero, non conteggiabili.